# Бирюков, Михаил Петрович
Михаил Петрович Бирюков (15 марта 1987, Кривянская, Ростовская область, СССР) — российский футболист, нападающий.

## Биография
Родился 15 марта 1987 года в станице Кривянской, Ростовской области. Футболом начал заниматься после поступления в ВУЗ в 18 лет. Первый тренер — Виктор Дмитриевич Пигарёв. Первый профессиональный контракт подписал в 2008 году с клубом ПФЛ «Таганрог», за который дебютировал 12 апреля того же года в выездном матче против «Краснодар-2000» (0:2). Первую половину 2009 года провёл в клубе МИТОС, выступавшем в ЛФЛ, после чего перешёл в ростовский СКА. В 2010 году выступал за клуб «Мостовик-Приморье», из Уссурийска. Сезон 2011/12 отыграл в клубе «Астрахань», в составе которого забил 19 мячей в 34 играх и стал лучшим бомбардиром зоны ПФЛ «Юг». После удачного сезона в «Астрахани» перешёл в «Урал». В «Урале» Бирюков не получал большого количества игровой практики, отыграв 10 матчей и забив 1 гол, однако вместе с клубом стал победителем ФНЛ и добился перехода в Премьер-лигу. Тем не менее, покинул «Урал» по окончании сезона, проведя вторую половину 2013 года в клубе СКВО. В начале 2014 года подписал контракт с петербургским «Динамо». Летом 2014 года присоединился к воронежскому «Факелу», где провёл на данный момент самый продолжительный отрезок карьеры (3 сезона). Сезон 2017/18 начал в команде «Ротор». С января 2018 года стал игроком клуба «Тамбов». Сезон 2018/19 вновь провёл в «Факеле», летом 2019 года перешёл в «Тюмень». Перед сезоном 2021/22 снова оказался в СКА, но уже в конце августа покинул клуб.
Имеет высшее образование, окончил Южно-Российский государственный университет экономики и сервиса.

## Достижения

### Командные
«Урал»
- Победитель первенства ФНЛ: 2012/2013
- Обладатель Кубка ФНЛ: 2013

«Факел»
- Победитель первенства ПФЛ (зона «Центр»): 2014/2015
- Обладатель Кубка ФНЛ: 2017

### Личные
- Лучший бомбардир зоны ПФЛ «Юг»: 2011/2012 (19 голов)
- Лучший бомбардир зоны ПФЛ «Центр»: 2014/2015 (17 голов)
- Лучший бомбардир Кубка ФНЛ: 2016